# Джонсон, Гарри Гордон
Гарри Гордон Джонсон (англ. Harry G. Johnson; 26 мая 1923, Торонто — 9 мая 1977, Женева) — канадский экономист.

## Биография
Гарри родился 26 мая 1923 года в Торонто в Канаде. Отец Генри Герберт Джонсона был журналистом, а позднее секретарём либеральной партии Онтарио. Мать Фрэнсис Лили Муат была преподавателем кафедры детской психологии в Исследовательском Институте матери и ребёнка Торонтского университета.
В 1943 году получил степень бакалавра в Торонтском университете. Преподавательскую деятельность начал в 1943—1944 годах в должности и. о. профессора в университете Зейвира в Антигониш, Новая Шотландия.
В 1944 году отправился добровольцем в Канадские вооружённые силы, а 1945 году был отправлен в Англию для службы в Канадском доме. После завершении Второй мировой войны был демобилизован, остался в Англии.
Поступил в Джизус-Колледж Кембриджского университета, где в 1946 году повторно получил степень бакалавра. После чего вернулся в Канаду, в Торонтский университет, где в 1947 году получил степень магистра. В 1948 году получил вторую магистерскую степень в Гарвардском университете.
После чего вернулся в Англию, чтобы начать преподавать в Королевском колледже Кембриджского университета в 1950—1956 годах. В 1956—1958 годах в качестве профессора преподавал в Манчестерском университете. В 1958 году получил степень доктора философии в Гарвардском университете. В 1959—1974 годах преподавал в качестве профессора экономики, а в 1974-1977 годах был профессором экономики на кафедре Чарльза Грея в Чикагском университете. В 1966—1974 годах преподавал также в Лондонской школе экономики в качестве профессора экономики и политологии. С 1968 года Джонсон был вице-председателем и директором по исследованиям в области торговой политики научно-исследовательского центра в Лондоне. В 1976—1977 годах преподавал в Женевском институте международных отношений.
Гарри Джонсон был редактором журнала «Review of Economie Studies» в 1951—1961 годах, «The Manchester School» в 1956—1959 годах, «Económica» в 1970—1973 годах, «Journal of Political Economy» в 1960—1966 и в 1970—1977 годах и «Journal of International Economies» в 1971—1977 годах.
Гарри умер 9 мая 1977 года в Женеве от второго инсульта.

## Память
Канадская экономическая ассоциация с 1977 года ежегодно вручает премию Джонсона за лучшую статью опубликованную в Canadian Journal of Economics.

## Награды
За свои достижения в области экономической теории был неоднократно награждён:
- 1975/1976 — президент Восточной экономической ассоциации,
- 1976 — вице-президент Американской экономической ассоциации,
- 1976 — премия Бернарда Хармса,
- 1977 — почетный член Американской экономической ассоциации.